# Leptaulax riekoae riekoae
Leptaulax riekoae riekoae es una subespecie de coleóptero de la familia Passalidae.

## Distribución geográfica
Habita en Laos y Tailandia.